# Diaspidiotus crescentiae
Diaspidiotus crescentiae är en insektsart som beskrevs av Ferris 1938. Diaspidiotus crescentiae ingår i släktet Diaspidiotus och familjen pansarsköldlöss. Inga underarter finns listade i Catalogue of Life.